# Glee Live! In Concert!
Glee Live! In Concert! — концертный тур актёрского состава американского музыкального телесериала «Хор». Во время выступлений актёры предстали в образе своих персонажей, а сам тур был организован одним из создателей сериала, Райаном Мёрфи, в ответ на положительную реакцию поклонников. В общей сложности 44 концерта прошли в США, Канаде, Великобритании и Ирландии, а сет-лист включал в себя композиции, исполненные персонажами в сериале. Glee Live! In Concert! получил положительный отклик у музыкальных критиков. Первая часть тура, североамериканская, прошла в 2010 году и собрала более 70 тысяч зрителей, а также заработала более 5 млн долларов, что позволило туру попасть на девятое место в списке Billboard Hot Tours. Вторая часть тура стартовала в мае 2011 года, прошла в Северной Америке и Европе и заработала на 40 млн долларов больше, чем первая.

## Структура выступлений

### 2010

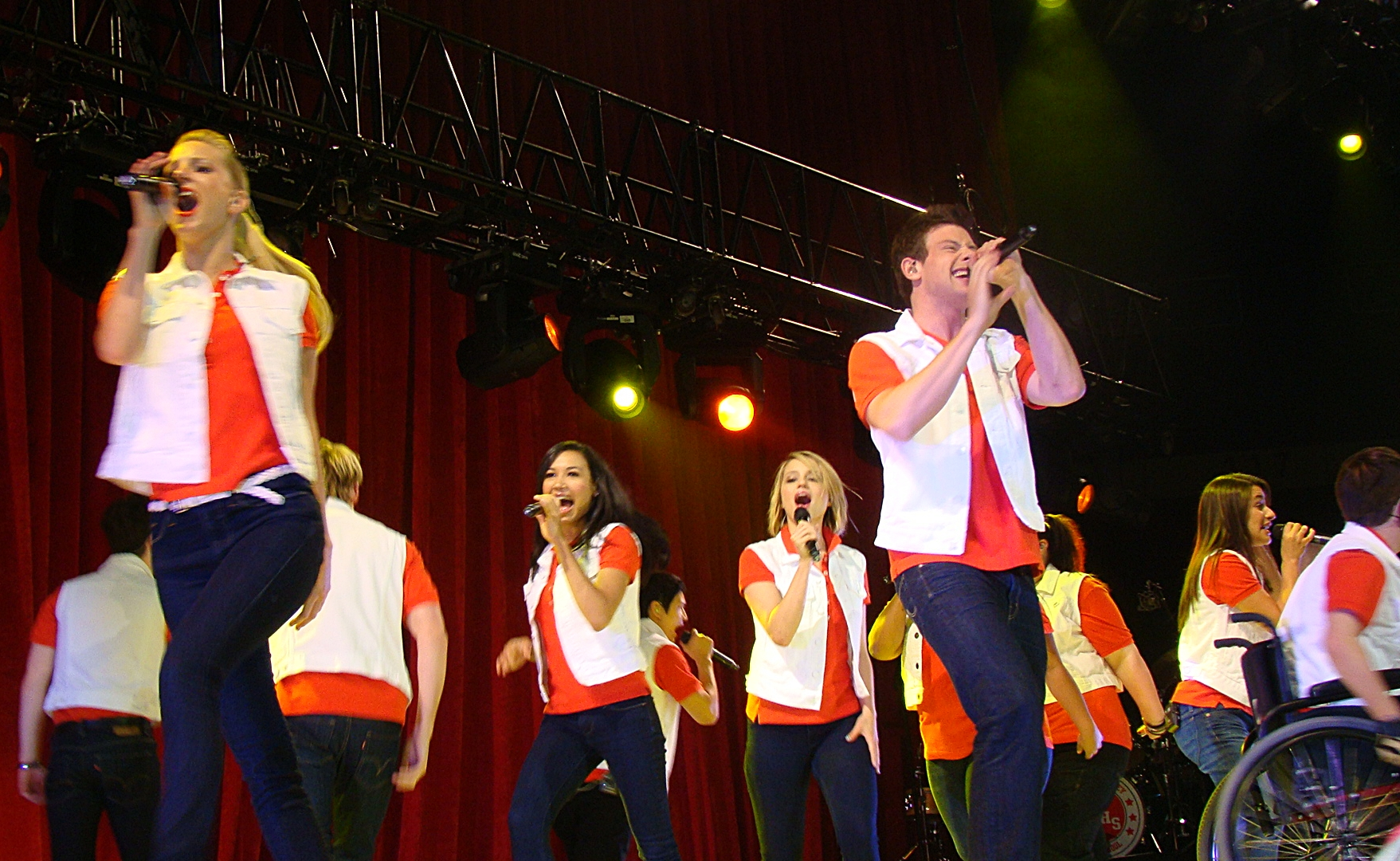
Исполнение кавер-версии «Don’t Stop Believin'», Тадкастер, Великобритания

Каждый концерт начинается с предварительно записанного материала, на котором Джейн Линч в образе своего персонажа Сью Сильвестр традиционно оскорбляет членов школьного хора, аудиторию и выказывает недовольство концертом. Все актёры появляются в качестве своих персонажей, в том числе Кевин Макхейл в инвалидном кресле, как и его персонаж Арти Абрамс. Во время исполнения кавер-версия песни «Jump» актёры появляются в пижамах, а в качестве реквизита используют матрасы; во время «Bust Your Windows» на сцене появлялся автомобиль Cadillac Escalade; во время «Sweet Caroline» Кори Монтейт играет на ударных в качестве Финна Хадсона; во время кавер-версии «Bad Romance» певицы Леди Гага девушки и Крис Колфер (Курт Хаммел) появляются в костюмах, аналогичных использованным в серии «Theatricality». В качестве хористов «Вокального адреналина», соперничающего хора, во время исполнения кавер-версий «Rehab» и «Mercy» на сцене появлялись танцоры. Основной сет-лист заканчивался номером «Like a Prayer» в костюмах, аналогичных использованным в серии «The Power of Madonna», а «на бис» следовало исполнение «True Colors» and «Somebody to Love».

### 2011
Каждое выступление в рамках второй части тура начиналось с двадцатиминутного «разогрева» от танцевальной группы, в которую входит актёр Гарри Шам-младший, играющий в сериале роль Майка Чанга, а также с предварительно записанной видеозаписи с Джейн Линч (Сью Сильвестр) и Мэтью Моррисоном (Уилл Шустер). Хореограф Кристофер Скотт, работавший как с основными актёрами, так и с группой танцоров, отметил, что шоу отличалось от сериала большей частью именно из-за сотрудничества с The LXD. Порядок песен в сет-листе мог изменяться, однако дебютным номером всегда был «Don’t Stop Believin'» в исполнении всего актёрского состава. Дженна Ашковиц (Тина Коэн-Чанг) и Эмбер Райли (Мерседес Джонс) исполняли «Dog Days Are Over», а Кори Монтейт (Финн Хадсон) и Лиа Мишель (Рейчел Берри) — «Sing» с остальными актёрами в качестве бэк-вокалистов. Помимо сольных выступлений, в каждом концерте были представлены дуэты или исполнения кавер-версий группой из нескольких человек. Во время «Fat Bottomed Girls» Марка Саллинга (Пак), Кори Монтейт исполнял роль барабанщика, а кавер-версии «I’m a Slave 4 U» в исполнении Хизер Моррис (Бриттани Пирс) предшествовал записанный на видео постановочный разговор между персонажами и Уиллом Шустером, после чего следовал номер «Born This Way» в соответствующих футболках, использованных в сериале, и которые продавались во время концерта в качестве сувениров. После «Firework» в исполнении Лии Мишель, на сцене появлялся хор «Соловьи» академии Далтон с Дарреном Криссом (Блейн Андерсон) в качестве солиста.

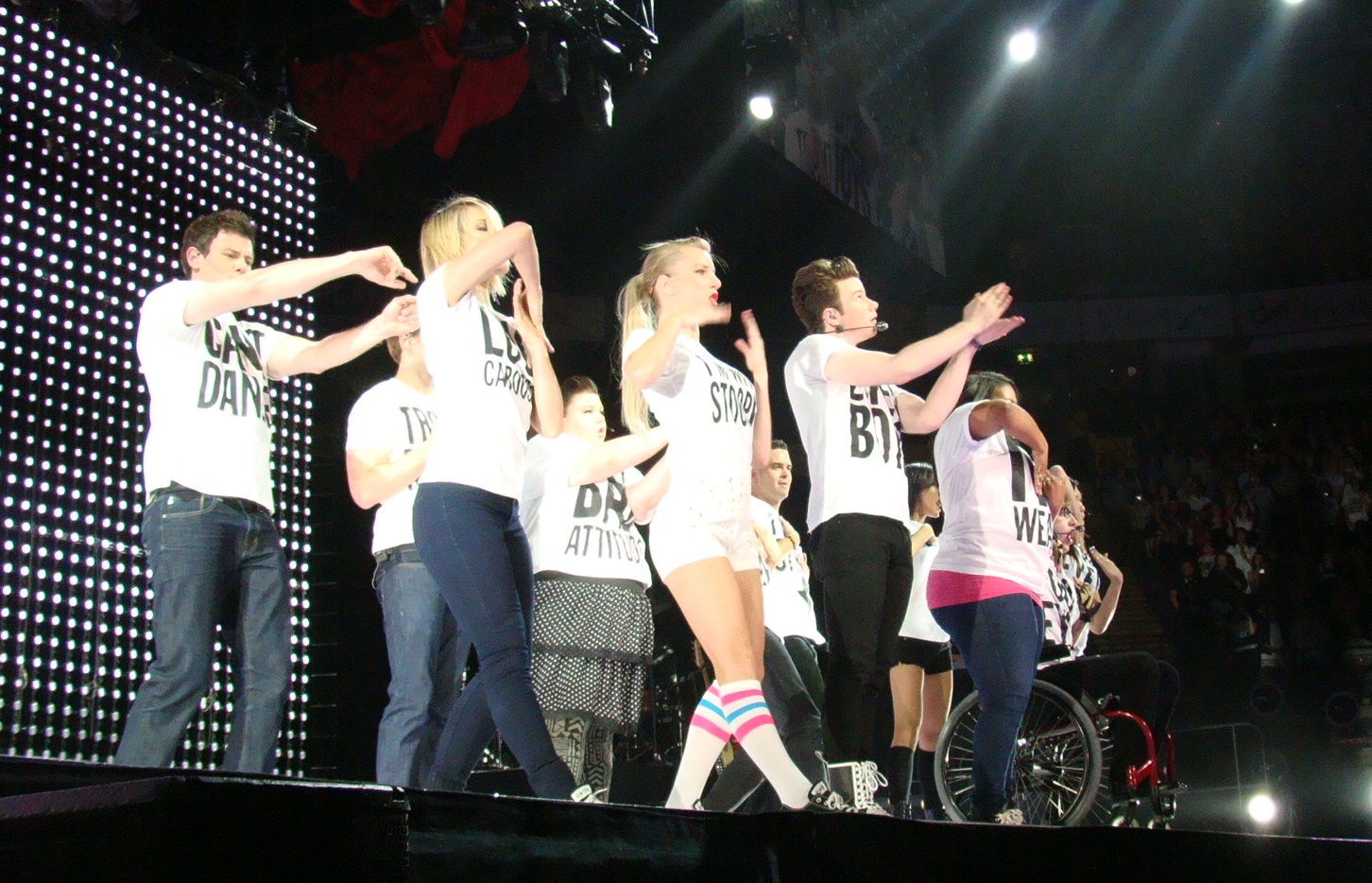
Исполнение кавер-версии «Born This Way», Тадкастер, Великобритания

Хор исполнял три песни, начиная с «Teenage Dream». Промежутки между песнями занимали прямые видеотрансляции из-за кулис, где находились члены хора «Новые горизонты». Первой на сцене появлялась Хизер Моррис, которая беседовала с Дарреном Криссом и позднее появившимся Крисом Колфером в течение нескольких минут. Финальным номером концерта был «Loser Like Me» в исполнении всех актёров, как хористов «Новых горизонтов», так и «Соловьёв».
В течение непродолжительных перерывов, которые возникают по ходу шоу, Крис Колфер исполнял танцевальный номер под оригинальную композицию Бейонсе «Single Ladies (Put a Ring on It)» из серии «Preggers», вместе с Дженной Ашковиц и Хизер Моррис. Помимо этого, Кевин Макхейл участвовал в танцевальном номере «The Safety Dance» без инвалидного кресла, аналогично исполненному в сериале. «На бис» следовало исполнение композиций «Empire State of Mind» и «Somebody to Love» из первой части тура 2010 года.
На концерте в Дублине в промежутке, когда большая часть актёрского состава отдыхала, а на сцене беседовали несколько актёров в образах своих персонажей, Ная Ривера, играющая в сериале лесбиянку Сантану, поцеловала свой объект обожания Бриттани, которую играет Хизер Моррис. Когда те покинули сцену, Крис Колфер в образе Курта признавался в любви Блейну (Даррен Крисс), после чего Крисс поцеловал Колфера на сцене.
Позже стало известно, что сцена между Риверой и Моррис была запланирована, в то время как Крисс действовал экспромтом.

## Даты выступлений
| Северная Америка—Часть 1 |               |          |                                   |
| 15 мая 2010              | Финикс        | США      | Dodge Theatre                     |
| 16 мая 2010              | Финикс        | США      | Dodge Theatre                     |
| 20 мая 2010              | Лос-Анджелес  | США      | Gibson Amphitheatre               |
| 21 мая 2010              | Лос-Анджелес  | США      | Gibson Amphitheatre               |
| 22 мая 2010              | Лос-Анджелес  | США      | Gibson Amphitheatre               |
| 25 мая 2010              | Роусмонт      | США      | Rosemont Theatre                  |
| 26 мая 2010              | Роусмонт      | США      | Rosemont Theatre                  |
| 28 мая 2010              | Нью-Йорк      | США      | Radio City Music Hall             |
| 29 мая 2010              | Нью-Йорк      | США      | Radio City Music Hall             |
| 30 мая 2010              | Нью-Йорк      | США      | Radio City Music Hall             |
| Северная Америка—Часть 2 |               |          |                                   |
| 21 мая 2011              | Лас-Вегас     | США      | Mandalay Bay Events Center        |
| 23 мая 2011              | Сакраменто    | США      | Пауэ Бэлэнс-павильон              |
| 24 мая 2011              | Сан-Хосе      | США      | HP Pavilion в Сан-Хосе            |
| 25 мая 2011              | Сан-Хосе      | США      | HP Pavilion в Сан-Хосе            |
| 27 мая 2011              | Aнахайм       | США      | Хонда-центр                       |
| 28 мая 2011              | Лос-Анджелес  | США      | Стэйплс-центр                     |
| 29 мая 2011              | Сан-Диего     | США      | Valley View Casino Center         |
| 1 июня 2011              | Миннеаполис   | США      | Таргет-центр                      |
| 2 июня 2011              | Индианаполис  | США      | Консеко Филдхаус                  |
| 3 июня 2011              | Роусмонт      | США      | Олстейт-арена                     |
| 4 июня 2011              | Роусмонт      | США      | Олстейт-арена                     |
| 6 июня 2011              | Анкасвилл     | США      | Mohegan Sun Arena                 |
| 7 июня 2011              | Бостон        | США      | ТД-гарден                         |
| June 8, 2011             | Филадельфия   | США      | Веллс Фарго-центр                 |
| 9 июня 2011              | Вашингтон     | США      | Веризон-центр                     |
| 11 июня 2011             | Торонто       | Канада   | Эйр Канада-центр                  |
| 12 июня 2011             | Торонто       | Канада   | Эйр Канада-центр                  |
| 13 июня 2011             | Оберн-Хиллс   | США      | Пэлас оф Оберн-Хиллс              |
| June 14, 2011            | Кливленд      | США      | Квикен Лоэнс-арена                |
| June 16, 2011            | Ист-Рутерфорд | США      | Айзод-центр                       |
| 17 июня 2011             | Ист-Рутерфорд | США      | Айзод-центр                       |
| 18 июня 2011             | Юниондейл     | США      | Нассау Ветеранз Мемориал Колизеум |
| Европа                   |               |          |                                   |
| 22 июня 2011             | Манчестер     | Англия   | Manchester Evening News Arena     |
| 23 июня 2011             | Манчестер     | Англия   | Manchester Evening News Arena     |
| 25 июня 2011             | Лондон        | Англия   | O2 арена                          |
| 26 июня 2011             | Лондон        | Англия   | O2 арена                          |
| 28 июня 2011             | Лондон        | Англия   | O2 арена                          |
| 29 июня 2011             | Лондон        | Англия   | O2 арена                          |
| 30 июня 2011             | Лондон        | Англия   | O2 арена                          |
| 2 июля 2011              | Дублин        | Ирландия | The O2                            |
| 3 июля 2011              | Дублин        | Ирландия | The O2                            |

## Кассовые сборы
| Место                             | Город                    | Продано билетов / Всего билетов | Сборы (долл.) |
| --------------------------------- | ------------------------ | ------------------------------- | ------------- |
| Dodge Theatre                     | Финикс                   | 9539 / 9539 (100 %)             | 595 938       |
| Gibson Amphitheatre               | Лос-Анджелес             | 23 720 / 23 720 (100 %)         | 1 649 743     |
| Rosemont Theatre                  | Роусмонт                 | 8895 / 8895 (100 %)             | 624 453       |
| Radio City Music Hall             | Нью-Йорк                 | 29739 / 29739 (100 %)           | 2 161 304     |
| Mandalay Bay Events Center        | Лас-Вегас                | 8210 / 8210 (100 %)             | 879 880       |
| Power Balance Pavilion            | Сакраменто               | 10224 / 10224 (100 %)           | 783 520       |
| HP Pavilion at San Jose           | Сан-Хосе                 | 23086 / 23086 (100 %)           | 1 858 140     |
| Honda Center                      | Анахайм                  | 11643 / 11643 (100 %)           | 801 591       |
| Staples Center                    | Лос-Анджелес             | 25420 / 26725 (95 %)            | 1 721 168     |
| Valley View Casino Center         | Сан-Диего                | 9449 / 9449 (100 %)             | 737 801       |
| Target Center                     | Миннеаполис              | 12209 / 12209 (100 %)           | 988 346       |
| Conseco Fieldhouse                | Индианаполис             | 11449 / 11449 (100 %)           | 882 744       |
| Allstate Arena                    | Роусмонт                 | 33204 / 33204 (100 %)           | 2 708 378     |
| Mohegan Sun Arena                 | Анкасвилл                | 4461 / 4461 (100 %)             | 555 475       |
| TD Garden                         | Бостон                   | 12735 / 12735 (100 %)           | 1 075 343     |
| Wells Fargo Center                | Филадельфия              | 14649 / 14649 (100 %)           | 1 274 073     |
| Verizon Center                    | Вашингтон                | 13462 / 13462 (100 %)           | 1 182 755     |
| Air Canada Centre                 | Торонто                  | 54462 / 54462 (100 %)           | 4 452 129     |
| The Palace of Auburn Hills        | Оберн-Хиллс              | 13801 / 13801 (100 %)           | 1 052 618     |
| Quicken Loans Arena               | Кливленд                 | 12779 / 12779 (100 %)           | 1 029 611     |
| Izod Center                       | Ист-Рутерфорд            | 28694 / 28694 (100 %)           | 2 401 433     |
| Nassau Veterans Memorial Coliseum | Юниондейл                | 24669 / 24669 (100 %)           | 2 043 832     |
| Manchester Evening News Arena     | Манчестер                | 28895 / 28895 (100 %)           | 2 363 373     |
| The O2 Arena                      | Лондон                   | 103513 / 103513 (100 %)         | 8 488 444     |
| The O2                            | Дублин                   | 33412 / 33412 (100 %)           | 3 576 663     |
| Всего                             | 562 319 / 563 624 (99 %) | 45 888 755                      |               |

## Состав исполнителей
Все актёры, принявшие участие в туре, выступали в качестве персонажей, исполненных ими в сериале.

| Состав 2010 года - Дианна Агрон в роли Куинн Фабре - Крис Колфер в роли Курта Хаммела - Кевин Макхейл в роли Арти Абрамса - Лиа Мишель в роли Рейчел Берри - Кори Монтейт в роли Финна Хадсона - Хизер Моррис в роли Бриттани Пирс - Эмбер Райли в роли Мерседес Джонс - Ная Ривера в роли Сантаны Лопес - Марк Саллинг в роли Ноя «Пака» Пакермана - Гарри Шам-младший в роли Майка Чанга - Диджон Тэлтон в роли Мэтта Рутерфорда - Дженна Ашковиц в роли Тины Коэн-Чанг | Состав 2011 года - Дианна Агрон в роли Куинн Фабре - Крис Колфер в роли Курта Хаммела - Даррен Крисс в роли Блейна Андерсона - Эшли Финк в роли Лоурен Зайзис - Кевин Макхейл в роли Арти Абрамса - Лиа Мишель в роли Рейчел Берри - Кори Монтейт в роли Финна Хадсона - Хизер Моррис в роли Бриттани Пирс - Корд Оверстрит в роли Сэма Эванса - Эмбер Райли в роли Мерседес Джонс - Ная Ривера в роли Сантаны Лопес - Марк Саллинг в роли Ноя «Пака» Пакермана - Гарри Шам-младший в роли Майка Чанга - Дженна Ашковиц в роли Тины Коэн-Чанг |

## Связанные проекты
Компания 20th Century Fox выпустила документальный концертный фильм «Хор: Живой концерт в 3D», режиссёром которого стал Кевин Танчароен. Фильм был снят 16—17 июня 2011 года в Ист-Рутерфорде (Нью-Джерси) в рамках концертного тура актёрского состава сериала, и в вышел в двухнедельный прокат 12 августа. Помимо основных актёров, в съёмках приняла участие Гвинет Пэлтроу в роли Холли Холлидей.